# Miracle (singel Hurts)
„Miracle” – utwór brytyjskiego synth popowego zespołu Hurts. Wydany został 11 stycznia 2013 roku przez wytwórnię płytową Major Label jako pierwszy singel zespołu z ich drugiego albumu studyjnego, zatytułowanego Exile. Twórcami tekstu i producentami utworu są Hurts. Do singla nakręcono także dwa teledyski, a jego reżyserią zajęli się Chris Turner i Frank Borin. „Miracle” zadebiutował na 27. pozycji na liście przebojów w Szwajcarii.

## Pozycje na listach przebojów
| Kraj            | Lista (2013)    | Pozycja |
| --------------- | --------------- | ------- |
| Austria         | Singles Top 75  | 43      |
| Niemcy          | Top 100 Singles | 23      |
| Szwajcaria      | Singles Top 75  | 27      |
| Wielka Brytania | Singles Top 100 | 120     |